# آب‌شیرین (کاشان)
آب‌شیرین روستایی در دهستان میاندشت بخش مرکزی شهرستان کاشان استان اصفهان ایران است. در کنار این روستا مزرعه بزرگ و ۶۰۰ هکتاری شرکت پسته آب شیرین وجود دارد که تا سال ۱۴۰۵ به حدود۴۰۰۰ هزار تن پسته سبز برداشت می‌رسد. بیشتر رقم‌های پسته این مزرعه علی اکبری و احمد آقایی هستند. سهام شرکت آب شیرین در بورس با نماد آبین معامله می‌شود. روستای آبشیرین گذرگاهی جهت سفر به کویر زیبای مرنجاب از شروع پاییز تا اواخر اردیبهشت ماه هست و از جاده قدیم قم می‌توان به روستای آبشیرین و سپس مرنجاب سفر کرد.

## جمعیت
بر پایه سرشماری عمومی نفوس و مسکن در سال ۱۳۹۵ جمعیت این روستا۱۰۴۴ نفر (۳۰۲خانوار) بوده‌است.